# DeAngelo Hall
DeAngelo Hall (født 19. november 1983 i Chesapeake, Virginia, USA) er en amerikansk football-spiller, der spiller som cornerback for NFL-holdet Washington Redskins. Han har spillet for holdet siden 2008. Han kom ind i ligaen i 2004, og har tidligere repræsenteret Atlanta Falcons og Oakland Raiders.
Hall er tre gange, i 2005, 2006 og 2010, blevet udtaget til NFL's All-Star kamp, Pro Bowl.

## Klubber
- 2004-2007: Atlanta Falcons
- 2008: Oakland Raiders
- 2008-: Washington Redskins